# رابطة فوسفات ثنائي الأستر

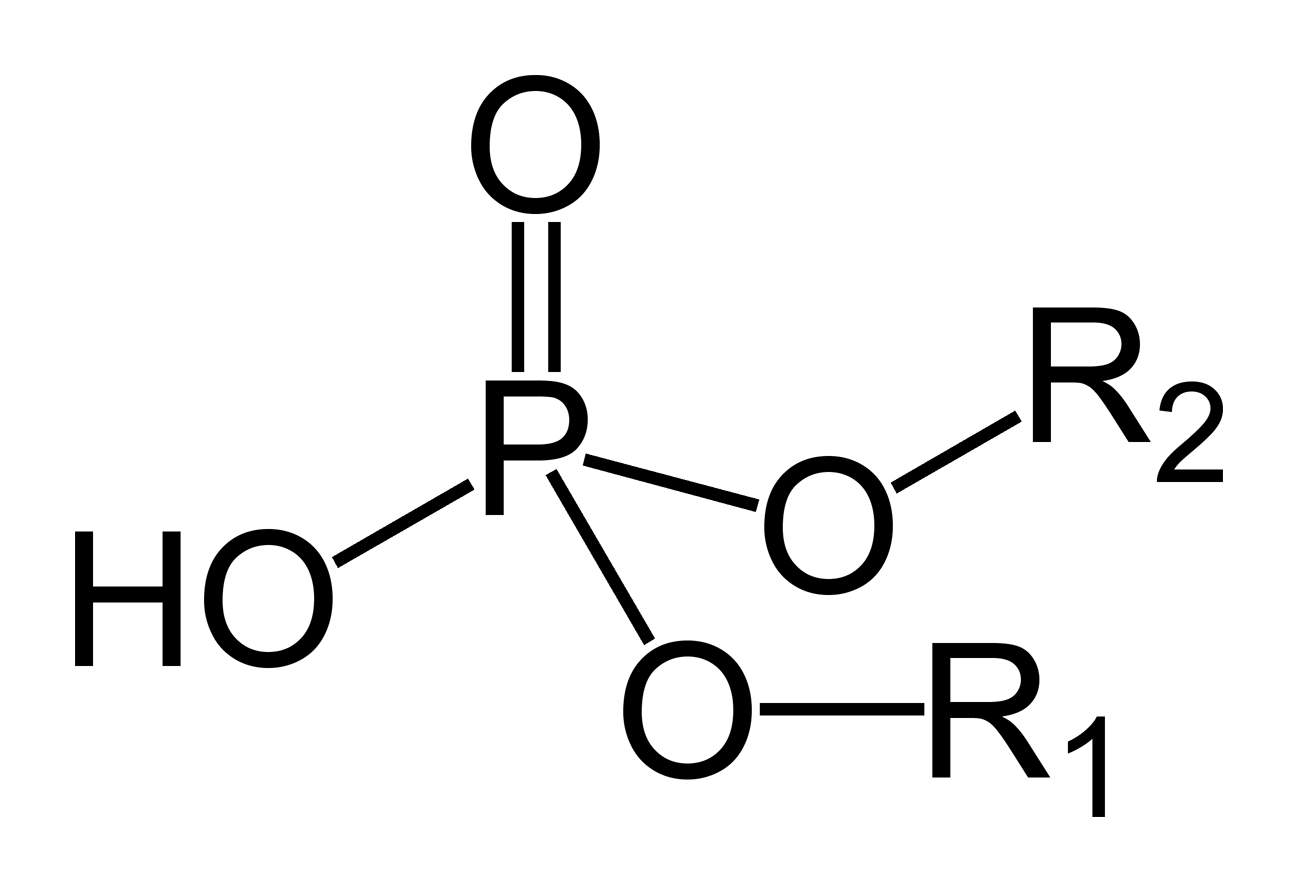
صيغة رابطة الفوسفات ثنائية الأستر.

رابطة الفوسفور ثنائية الأستر موضحة بدائرة زرقاء.

تنشأ رابطة فوسفات ثنائي الأستر أو رابطة ثنائي أستر الفوسفور  حين تتفاعل مجموعتي هيدروكسيل (OH-) لحمض فسفوري مع مجموعتي هيدروكسيل لجزيئات أخرى لتشكيل رابطة أستر (-P=O-O-) ثنائية وجزيئتي ماء.
روابط الفوسفور ثنائية الأستر أساسية لكل حياةٍ على الأرض لأنها تربط العمود الفقري لسلاسل الأحماض النووية، في الدنا والرنا تربط رابطة الفوسفور ثنائية الأستر ذري الكربون 3' و 5' لجزيئتي سكر (ريبوز في الرنا وريبوز منقوص الأكسجين في الدنا) فتتشكل روابط تساهمية قوية بين مجموعة الفوسفات وحلقتي السكر على شكل رابطتي إستر.
لكي تتشكل رابطة ثنائي أستر الفوسفور وترتبط النوكليوتيدات مع بعضها يتم كسر رابطة من روابط ثلاثي الفوسفات أو ثنائي الفوسفات لتلك النوكليوتيدات لتحرير طاقة تسمح للإنزيمات ببدأ عملية الربط وحين يتم ذلك وتتحرر جزيئة فوسفات أحادية أو ثنائية مع جزيئة ماء فإن الرابطة تم تشكيلها.[بحاجة لمصدر]

## الخصائص
مجموعة الفوسفات في رابطة الفوسفات ثنائية الأستر سالبة الشحنة لأن لدى مجموعة الفوسفات ثابت توازن pKa شبه معدوم وهي سالبة الشحنة في درجة حموضة pH 7 [بحاجة لمصدر]، تدفع قوى التنافر هذه مجموعات الفوسفات لأخذ جهات متضادة من سلاسل الدنا وتتم معادلتها بواسطة الهستونات وأيونات الفلزات مثل المغنيزيوم ومتعددات الأمين.
تتم حلمأة روابط الفسفور ثنائي الأستر بواسطة إنزيم فوسفودايأسترايز الذي يلعب دورا مهم في تصحيح تسلسللات الدنا.
يمكن كسر روابط الفوفسور ثنائية الأستر بين الريبونوكليوتيدات بواسطة الحلمأة القلوية في حين أن الروابط بين الديوكسي ريبونوكليوتيدات أكثر متانة واستقرار في تلك الظروف. سهولة حلمأة جزيئات الرنا مقارنة بالدنا يرجع إلى تأثير وجود مجموعة الهيدروكسيل في الذرة 2'.